# Askinia Mihaylova
Aksinia Mihaylova (en cyrillique bulgare Аксиния Михайлова), née le 13 avril 1963 à Rakevo en Bulgarie, est une traductrice et poétesse bulgare.

## Biographie
Elle est membre du Centre bulgare PEN International, de l’Association des écrivains bulgares et de l’Association mondiale de Haiku.
Elle a traduit en bulgare des œuvres de Georges Bataille, Jean Genet, Vénus Khoury-Ghata, Sylvie Germain...
Elle remporte le Prix Guillaume-Apollinaire 2014 pour Ciel à perdre, recueil écrit en français.
En 2020, Le baiser du temps est lauréat du prix Max Jacob

## Œuvres en français
- Ciel à perdre, Paris, Éditions Gallimard, coll. « Blanche », 2014, 110 p.  (ISBN 978-2-07-014508-9)

- Prix Guillaume-Apollinaire 2014,
- Aksinia Mihaylova, Le baiser du temps, Paris, Gallimard, 2019, 83 p. (ISBN 978-2-07-281934-6, OCLC 1108747026, SUDOC 237462281)

## Prix et distinctions
- 2014 : prix Guillaume-Apollinaire pour son recueil Ciel à perdre
- 2020 : prix Max-Jacob pour son recueil Le Baiser du temps[5]